# Saverdun
Saverdun település Franciaországban, Ariège megyében. Lakosainak száma 4808 fő (2022. január 1.). Saverdun Bonnac, Brie, Canté, Esplas, Mazères, Montaut, Unzent, Le Vernet, Calmont és Cintegabelle községekkel határos.

## Népesség
A település népessége az elmúlt években az alábbi módon változott:
| Lakosok száma | 3916 | 3639 | 3568 | 4081 | 4583 | 4734 | 4844 | 4828 | 4815 | 4808 |
|               | 1968 | 1982 | 1990 | 2006 | 2013 | 2015 | 2017 | 2019 | 2020 | 2022 |